# Trackmasters
The Trackmasters, också kända som Poke & Tone, är en amerikansk hiphop-duo bestående av musikproducenterna Poke (Jean-Claude Olivier) och Tone (Samuel Barnes) kända för en rad hitlåtar under 1990-talet och 2000-talet. Under deras karriär har de jobbat med flera hiphop och R&B-artister som Will Smith, R. Kelly, Nas, Jay-Z, Mariah Carey och 50 Cent.
Duon rankades på sjätteplats på Vibe Magazines lista "Greatest Hip-Hop Producer of All Time".